# 鎌田隆史
鎌田 隆史（かまた たかし、1966年 - ）は、日本の映像作家、イラストレーター。東京都出身。

## 作品一覧

### みんなのうた
- ◆は、5分間1曲枠の楽曲（ロングのうた）。
- アロハえだまめ / ハル&チッチ歌族（2008年8月・9月放送）